# Mastophora seminole
Mastophora seminole là một loài nhện trong họ Araneidae.
Loài này thuộc chi Mastophora. Mastophora seminole được Herbert Walter Levi miêu tả năm 2003.